# Château de Grenusse
Le Château de Grenusse est un château français situé à Argentré, dans le département de la Mayenne et la région des Pays de la Loire. Il est situé à 3 500 mètres au Nord-Est du bourg, sur la rive de la Jouanne. . On indique aussi le Grand-Grenusse et le Petit-Grenusse.

## Désignation
- Grenusses, 1453 (Archives nationales, R/5. 383).
- Grenuces, 1494 (Chartrier d'Hauterive).
- Grenusses, 1545, 1594 (Chartrier d'Hauterive).
- Grenuse, moulin (Hubert Jaillot).
- Le Grand et le Petit-Grenusse, moulin, fermes (Carte de Cassini).
- La Grande et la Petite-Grenusse (Carte d'État-Major).

## Histoire
Il s'agissait d'un fief dont les plaids se tiennent au Petit-Choiseau, 1561, en l'auditoire de la Chapelle-Rainsouin, 1644. La métairie comprenait en 1795 : 55 journaux de terres labourables, 12 hommées de prés, 7 arpents de bois taillis, 20 journaux de landes. Le moulin signalé en 1453 est supprimé et les landes défrichées depuis 1875. Le meunier de Grenusse, Julien Vannier, est arrêté avec sa fille pour avoir sonné la cloche lors du tirage, mars 1793. Il est acquitté par la Commission militaire révolutionnaire du département de la Mayenne, le 26 avril 1794.
Il y a un château du XIXe siècle au-dessus d'une des plus belles vallées de la Jouanne. Il est flanqué de deux tours rondes à corniches saillantes ; fenêtres à meneaux. On voit dans la chapelle le moulage en plâtre du groupe représentant la mort du père Ducoudray, fusillé au chemin de ronde de la Roquette.

## Sources et bibliographie
- « Château de Grenusse », dans Alphonse-Victor Angot et Ferdinand Gaugain, Dictionnaire historique, topographique et biographique de la Mayenne, Laval, A. Goupil, 1900-1910 [détail des éditions] (BNF 34106789, présentation en ligne)